# Museum 't Behouden Huys

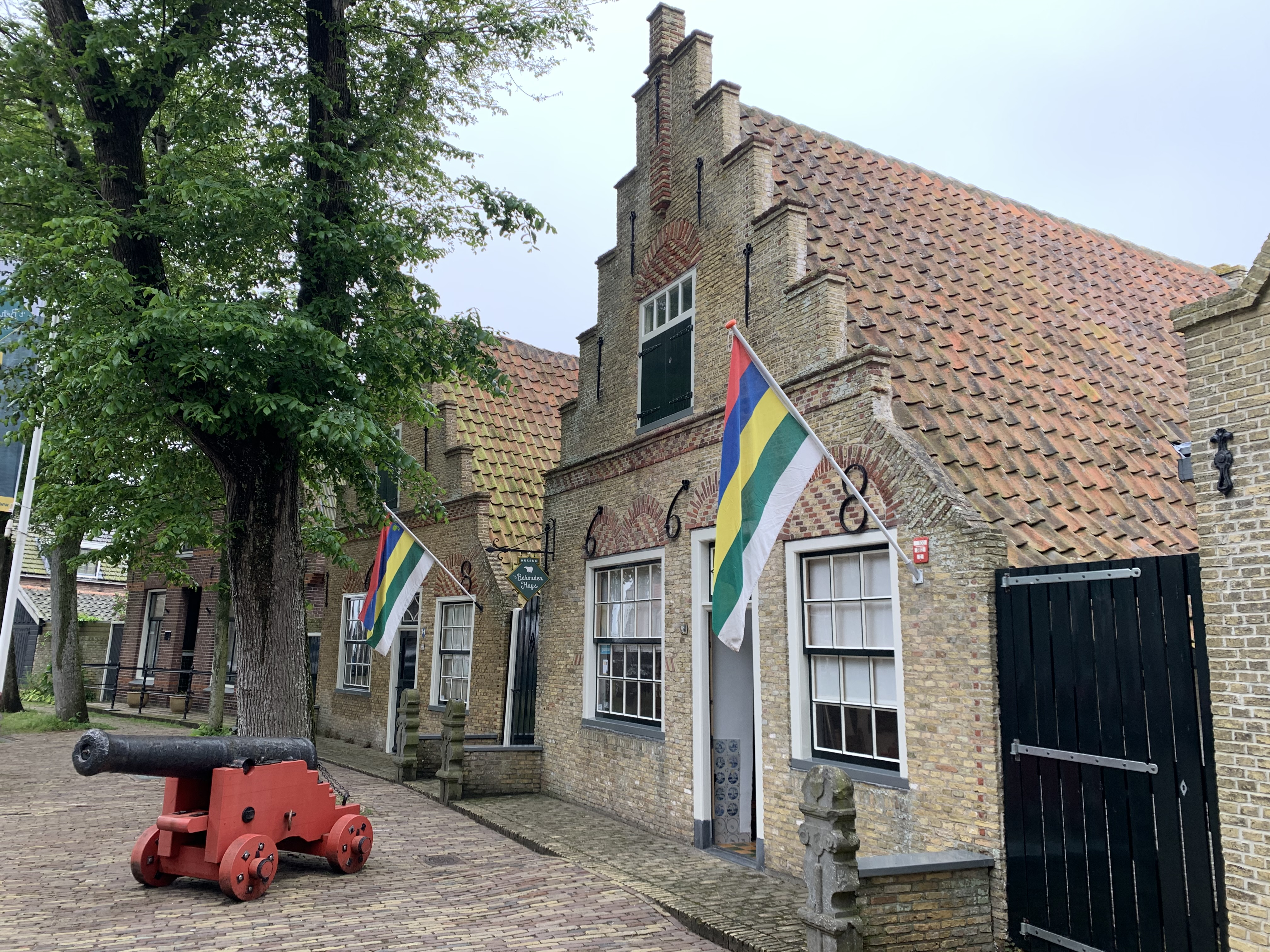

Museum 't Behouden Huys in het dorp West-Terschelling op het eiland Terschelling in de Nederlandse provincie Friesland richt zich met vaste en wisselende exposities op de Terschellinger geschiedenis, cultuur en zeevaart.

## Beschrijving
Het museum is vernoemd naar het Het Behouden Huys, het onderkomen waar de Terschellinger Willem Barentsz en zijn bemanning in 1596-1597 overwinterden op Nova Zembla. Het museum is gevestigd in twee originele commandeurswoningen en nieuwbouw aan de Commandeurstraat 30-32. Het museum werd op 5 mei 1939 gesticht onder door onder anderen de op Terschelling geboren Gerrit Knop, G. van Dieren, Jan Lieuwen, D. Smit, B. Stobbe en J.W. van Dieren en begon als een eenmalige tentoonstelling, die zo populair was dat men besloot er een permanent museum van te maken. De stichting "Schellinger Kultuur-historisch Museum Behouden Huys werd in 1955 opgeheven. De collectie werd in 1954 overgedragen aan de gemeente. Het eerste museumgebouw was al ingericht in 1952 en sinds de jaren vijftig zijn de gebouwen en de collectie eigendom van de gemeente Terschelling.

## Exposities
Elk jaar wordt in de nieuwbouwzaal een expositie gehouden die betrekking heeft op het eiland en zijn bewoners. De exposities sinds 1992 zijn als volgt:
- 1992: Strandvondsten
- 1993: Loodsdienst van Terschelling
- 1994: 400 jaar Brandaris
- 1995: Terschelling in de Tweede Wereldoorlog (ten gevolg van de 50ste verjaardag van de bevrijding)
- 1996: Willem Barentsz
- 1997: Willem Barentsz (vervolg)
- 1998: Rijkswaterstaat op Terschelling/Friese klederdracht
- 1999: De Lutine
- 2000: De Lutine (vervolg)
- 2001: Paulus de Terschellinger Boskabouter
- 2002: Geuzen en ander ongewenst bezoek
- 2003: Australisch avontuur van Vliestra
- 2004: Schip in Nood (redding op Terschelling)
- 2005: Feesten op Terschelling
- 2006: Vette Buit (relatie tussen Terschelling en Groenland)
- 2007: Fan Twa Kanten (met medewerking van Linette Raven)
- 2008: Veerdiensten in ver verleden (ten gevolge van van 100 jaar rederij Doeksen)
- 2009: Terschelling springt eruit (ten gevolge van 100 jaar toerisme op Terschelling)
- 2011: Alleen op de Boschplaat (over Jan Cornelis Femmesz)
- 2013: Schilderijen van Schylge
- 2014: Sprookjes en Sagen van Terschelling
- 2016: De grote brand van 1666
- 2020: Wonderlijke Waarheden van Terschelling
- 2021: Ode aan het landschap
- 2022: Het geheim van de Lutine